# Panamax
Els vaixells de la classe Panamax són aquells dissenyats per ajustar-se a les dimensions màximes permeses per al trànsit per les antigues rescloses del canal de Panamà. La mida màxima està determinada per la dimensió de les càmeres de les rescloses i el seu calat. Els vaixells aptes per al trànsit per les noves rescloses són denominats Neopanamax.

## Dimensions de la classe

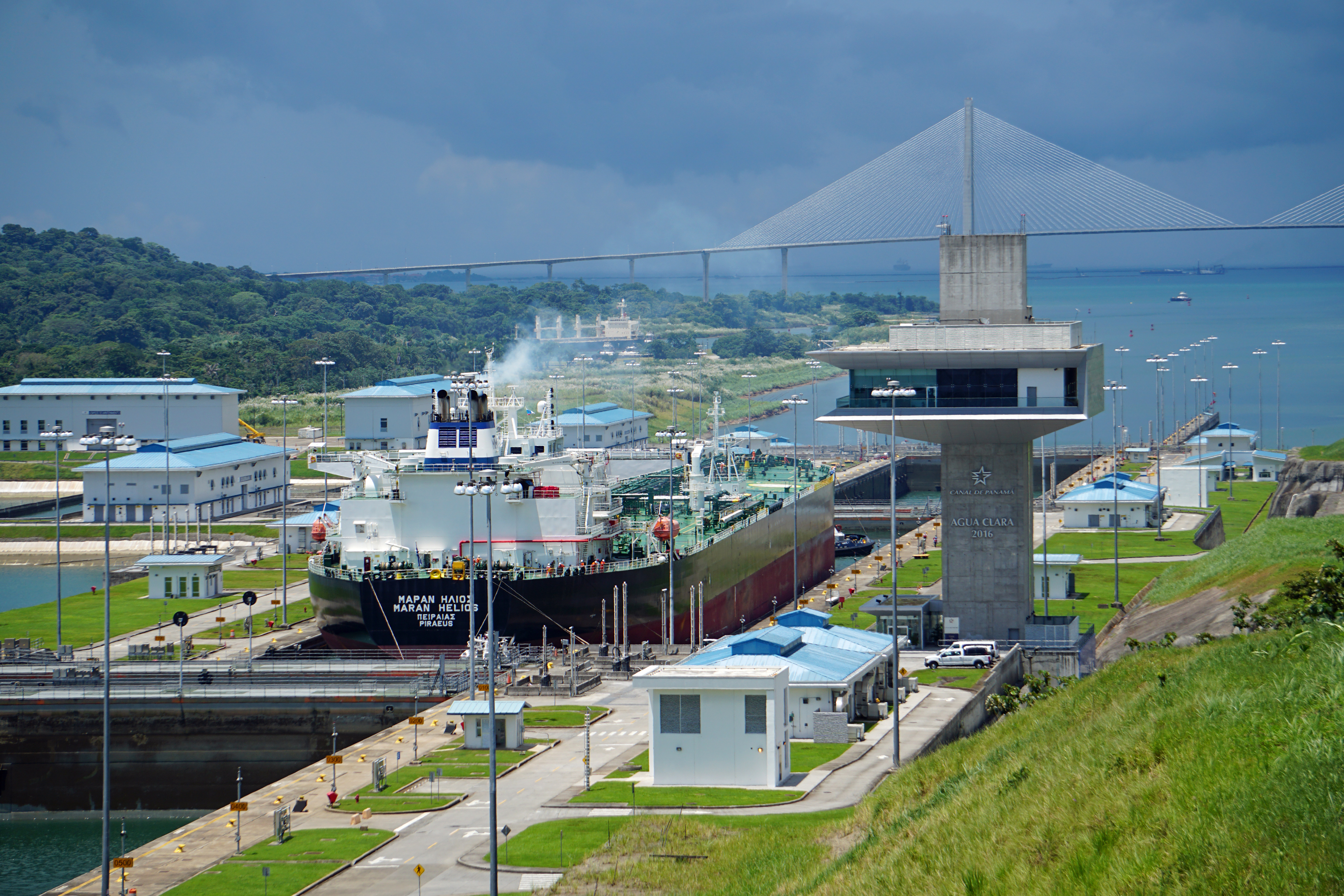
Vaixell Neopanamax travessant les rescloses d'Agua Clara.

Normes internacional de vaixells comparades amb Panamaxi Neopanamax

La mida de la classe Panamax està determinada per les dimensions de les cambres de les rescloses del canal, és a dir: 33,53 m d'amplada per 320 m de longitud. La profunditat de les rescloses és de 25,9 m. La mida màxima d'utilització d'aquestes rescloses és de 304,8 m de longitud. La profunditat varia depenent de la resclosa, trobant-se la mínima a la part sud de les rescloses de Pedro Miguel, 12,55 m, amb el nivell del Llac Miraflores a 16,61 m. L'alçada del Pont de les Amèriques a Balboa determina l'alçada del vaixell.
Dimensions màximes d'un vaixell Panamax:
- Eslora ("Llarg") : 294,1 m
- Mànega ("Amplada") : 32,3 m
- Calat ("Profunditat") : 12 m, mesurat en aigua dolça tropical (la salinitat i temperatura de l'aigua afecten la seva densitat i, per tant, el calat dels vaixells)
- Calat aeri ("Alçada") : 57,91 m, mesurat des de la línia de flotació fins al punt més alt del vaixell.

El tonatge típic d'un vaixell Panamax de càrrega ronda les 65.000 t, si bé aquesta xifra varia.

### Excepcions a les dimensions màximes
- Es permet el pas de vaixells de fins a 62,5 m d'alçada, prèvia autorització, sempre que es coordini el pas amb la marea baixa al Pont de les Amèriques.
- Excepcionalment, es permet el pas de vaixells de fins a 32,61 de mànega, amb les conseqüents restriccions addicionals del calat.
- Aquells vaixells que presentin estructures que excedeixin l'eslora i/o la mànega màxima per sobre del nivell dels murs de les rescloses poden passar pel canal, prèvia inspecció i autorització.
- En èpoques excepcionalment seques, quan baixa el nivell del llac Gatún, el calat màxim autoritzat es redueix.

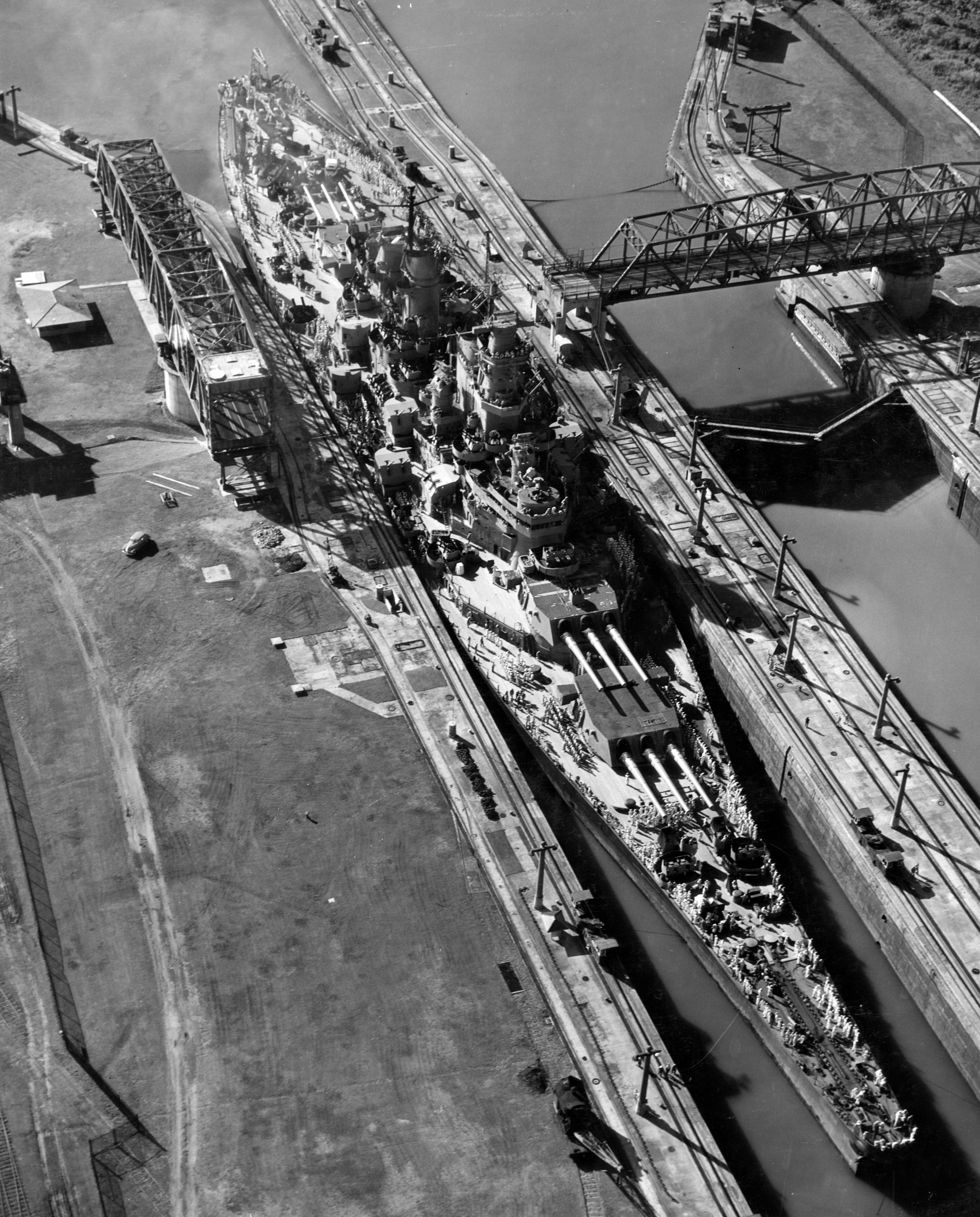
L' USS Missouri, cuirassat de la classe Iowa, travessa les rescloses de Miraflores a l'octubre de 1945.

### Els vaixells més grans de la història
- El vaixell de major eslora que ha creuat el canal fins avui és el Saint John Prospector, anomenat actualment Marcona Prospector, vaixell de càrrega de 296,57 m d'eslora i 32,3 m de mànega.
- Els vaixells de mànega més gran que hagin passat pel canal són dos cuirassats de la marina de guerra dels Estats Units : el Washington i el North Carolina, amb mànigues de 33,025 m .

## Impacte en navegació

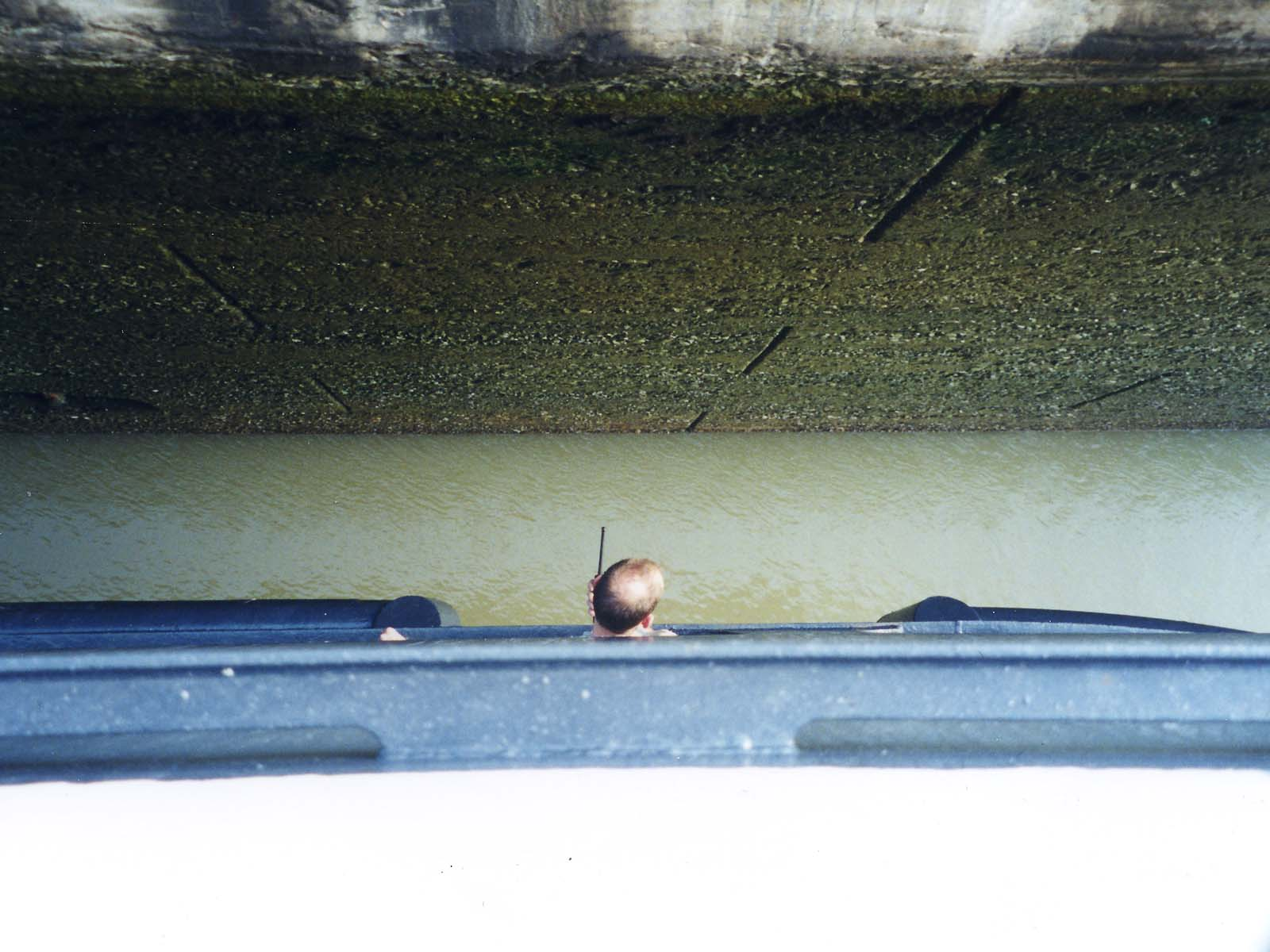
Un oficial del creuer Ryndam controla amb cura l'espai entre el vaixell i el mur de la resclosa

La mida Panamax continua sent un factor determinant en la construcció de molts vaixells. Hi ha una tendència creixent a la construcció de vaixells que s'ajustin amb exactitud a les mesures límit Panamax, de manera que sigui possible transportar la màxima quantitat possible de càrrega per cada vaixell que creui el canal.
La prevalença creixent de vaixells de la mida màxima s'estava convertint en un problema per al canal antic. El pas d'un vaixell Panamax suposava una delicada operació en què s'havia de manejar el vaixell amb molt de compte, allargant els temps d'estada d'aquests vaixells a les rescloses, i obligant a fer el pas amb llum solar. A més, dos vaixells Panamax no es poden creuar amb seguretat pel Tall Culebra, obligant a establir un sistema de preferències de pas al tall. Amb els treballs d'ampliació i eixamplament del Tall Culebra, aquests problemes són de menor escala.
Molts vaixells moderns (els coneguts com Neopanamax ), excedeixen per molt les mesures Panamax i, per tant, no poden transitar pel canal antic. Aquest és el cas dels superpetroliers i dels grans vaixells de contenidors moderns. No obstant això, els vaixells de càrrega de granel (gra, mineral etc.) segueixen movent-se principalment en vaixells Panamax.
Alguns vaixells de guerra excedeixen clarament la mida Panamax (per exemple, la classe de portaavions Nimitz, de la marina dels Estats Units té 333 m d'eslora i 41 de mànega, amb una coberta superior (la destinada a l'enlairament d'avions) de m d'amplada.

## Neo-Panamax

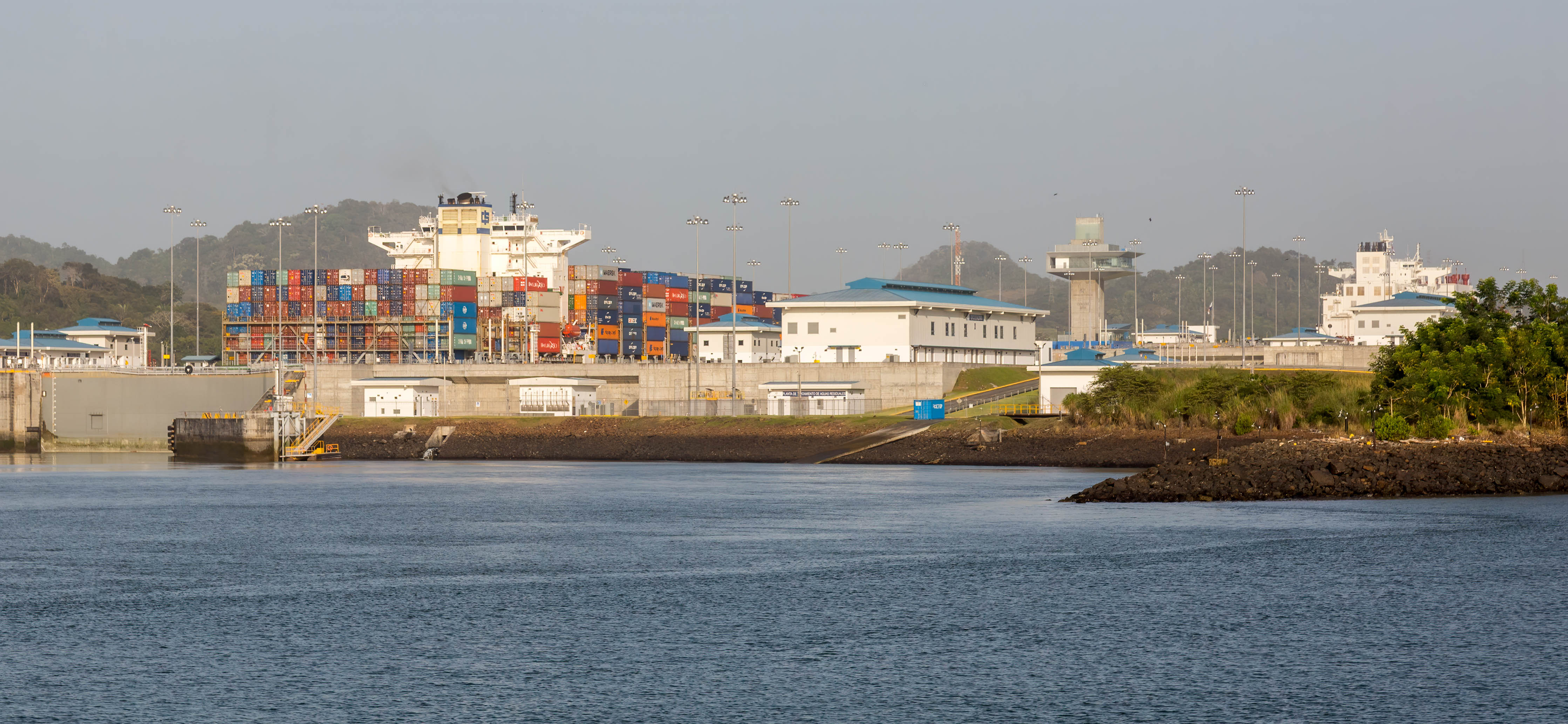
Vaixell portacontenidors Neo-Panamax creuant la resclosa de Cocoli.

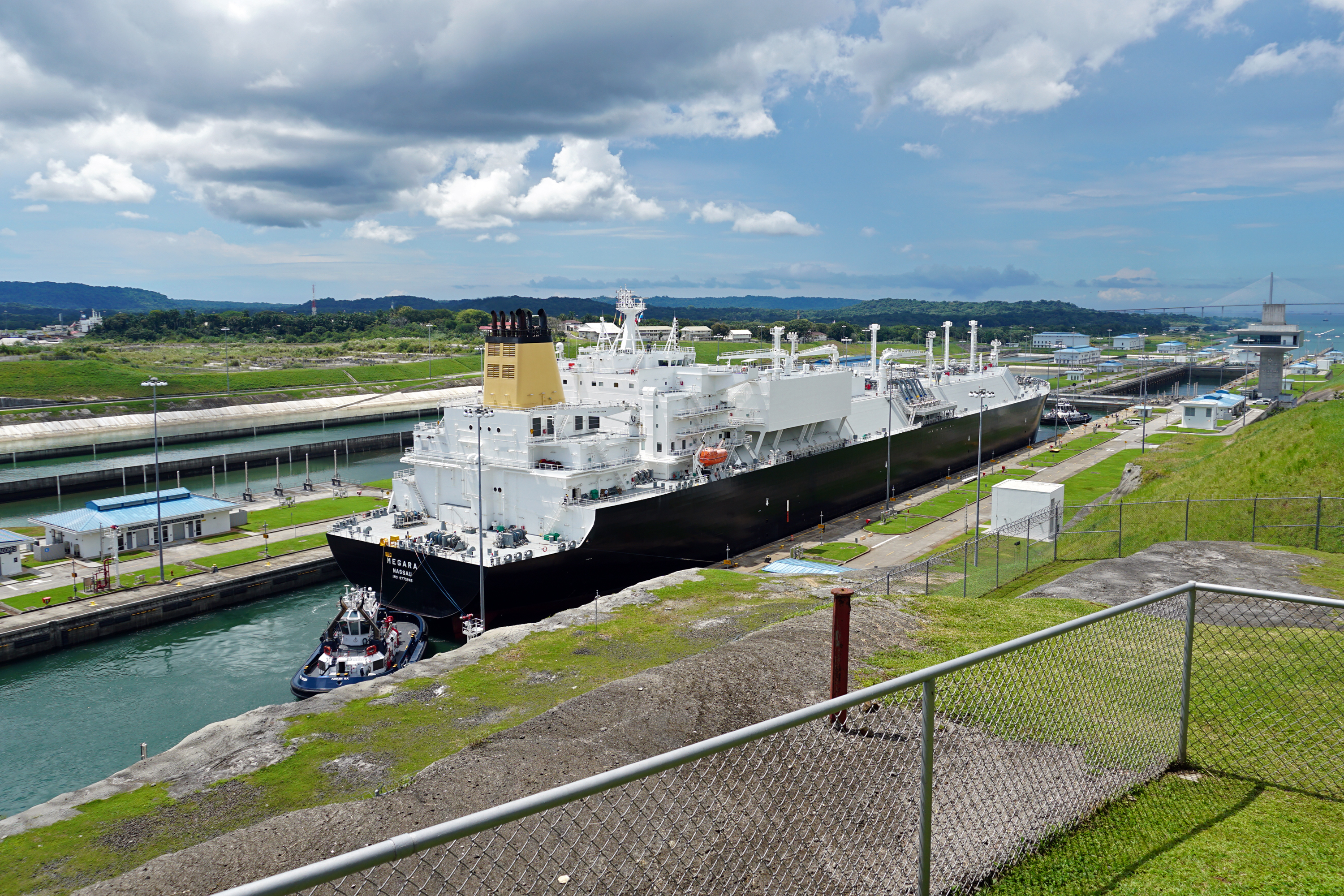
Vaixell creuant la resclosa del tipus Neo-Panamax d'Agua Clara

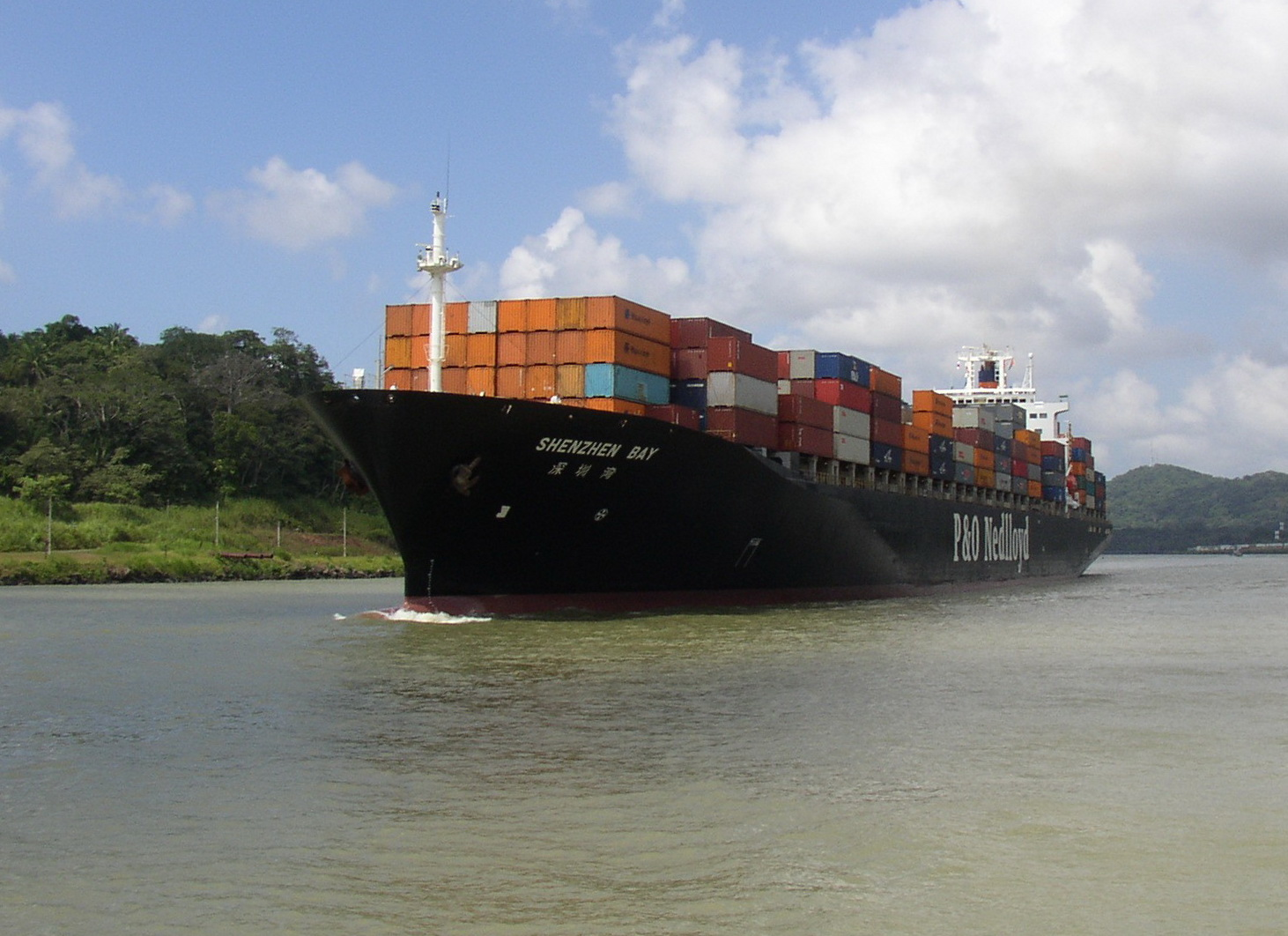
Vaixell portacontenidors Panamax travessant el canal de Panamà. Es pot observar que alguns dels contenidors han estat descarregats, i estan transportats per tren a través de l'istme, per reduir el calat del vaixell a nivells acceptables.

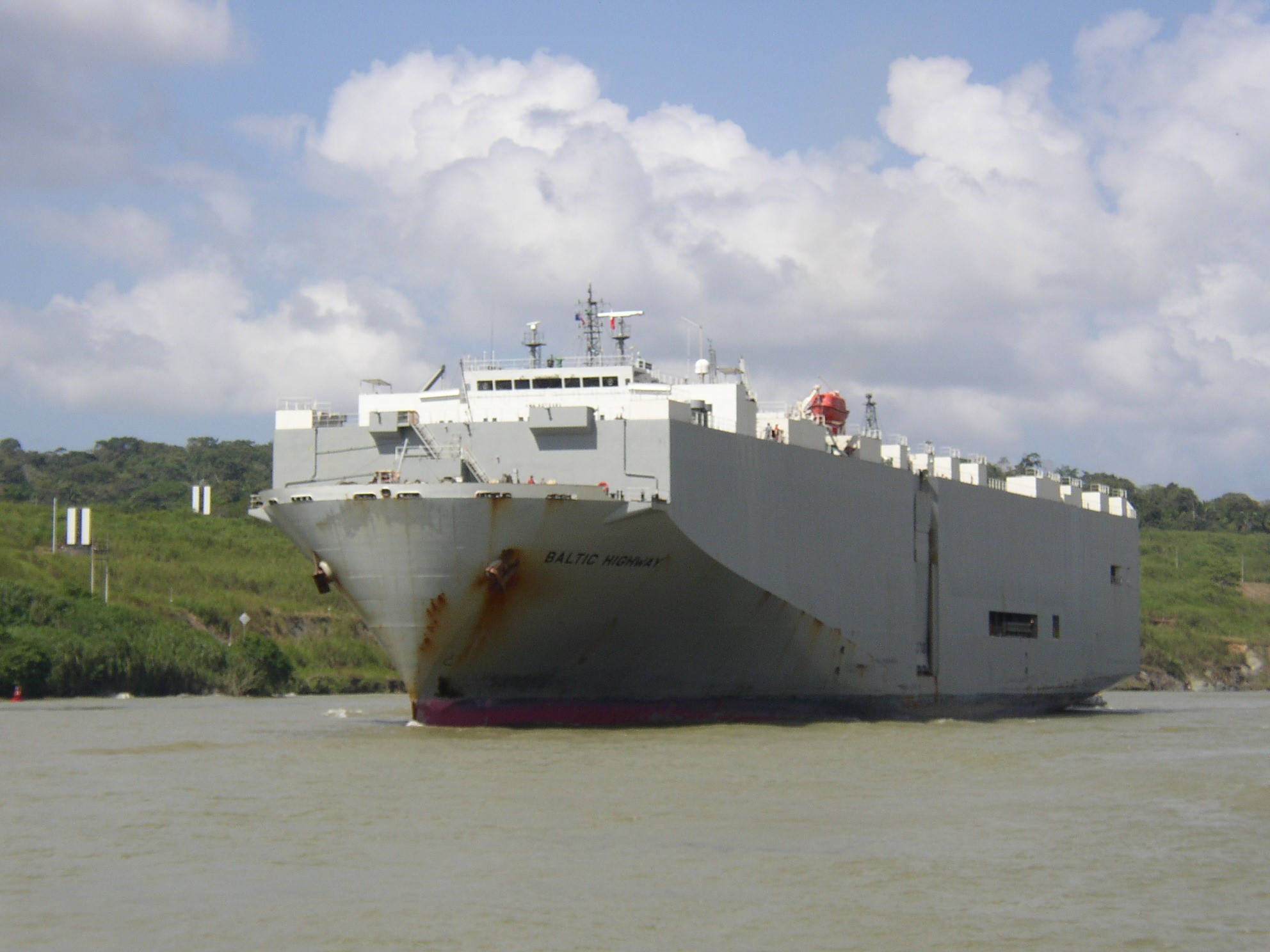
Vaixell porta-automòbils Panamax creuant el canal de Panamà. Es pot observar el disseny peculiar del buc destinat a permetre el pas.

Als anys 30 ja es parlava de la necessitat d'ampliar el canal per solucionar la congestió del trànsit i permetre el pas de vaixells més grans. Les obres d'Ampliació del canal de Panamà van començar el dilluns 3 de setembre de 2007, amb la detonació del turó Cartagena ubicat a les riberes del canal. Es pretenia inaugurar les noves rescloses el 15 d'agost de 2014, data en què es commemorarà el primer centenari del Canal de Panamà, però per problemes entre mà d'obra – empresa, el nou canal de Panamà va ser inaugurat el 26 de juny de 2016 . El cost aproximat d‟aquesta operació segons l‟Autoritat de Canal de Panamà (ACP) va ser de 5.250 milions de dòlars.

### Comparació de mesures
|          | Rescloses        | Panamax        | Terceres rescloses | Neo-Panamax      |
| -------- | ---------------- | -------------- | ------------------ | ---------------- |
| Longitud | 320 m (1,050 ft) | 294 m (965 ft) | 427 m (1,401 ft)   | 366 m (1,201 ft) |
| mànega   | 34 m (110 ft)    | 32 m (106 ft)  | 55 m (180 ft)      | 49 m (161 ft)    |
| Calat    | 13 m (41.2 ft)   | 12 m (39.5 ft) | 18.3 m (60 ft)     | 15.2 m (50 ft)   |
| TEU      |                  | 5.000          |                    | 12.000           |
| 1. 2.    |                  |                |                    |                  |

Neopanamax és el terme utilitzat per denominar vaixells més grans que els Panamax, que ja poden transitar per les noves rescloses del canal ampliat. Actualment el canal de Suez ofereix per al trànsit de vaixells 15 m com a profunditat màxima, mentre que el canal de Panamà oferia 12,5 m amb les antigues rescloses. Si resulten evidents les economies d'escala és en el transport per aigua: encara que lent, aquest mode de transport és el més econòmic de tots; per això la necessitat de reduir els costos de transport per a això s'ha recorregut a naus de mides cada vegada més grans, sobretot si es té en compte que els ports mobilitzen un 90% del comerç exterior. Alhora, els terminals són els primers proveïdors de servei per al comerç, i per això les inversions a Ports, siguin claus per a la competitivitat.
La conca del Pacífic triplica en extensió la de l'Atlàntic; també la supera en població i en la magnitud de l'economia de les nacions que hi habiten. Els nòlits per a contenidors en un Panamax, nau que té 12 m de calat, 290 m d'eslora i transporta 4.000 contenidors, no resulten competitius entre Àsia i Amèrica. Per aquesta raó, els vaixells subpanamax han quedat endarrerits a l'escenari marítim per donar pas en el trànsit interoceànic a les grans embarcacions superpospanamax que avui arriben a les 130 mil tones, 400 m d'eslora, 13500 contenidors i 16 m de calat . Les economies són d'aquest ordre: en vaixells subpanàmax, petites naus tipus Bonaventura, el noli és superior a 10 ¢ de dòlar TEU /milla; als super-pospanamax, es redueix fins a 2 ¢ de dòlar TEU/milla. Un TEU és la unitat de mesura de capacitat de càrrega dun contenidor normalitzat de 20 peus.
| Any        | 1968 | 1972  | 1980  | 1987  | 1997  | 1999   | 2006   |
| TEU        | 750  | 1.500 | 3.000 | 4.500 | 5.500 | 8.000+ | 13.640 |
| Mànega (m) | 20,6 | 29    | 32    | 39    | 41    | 43     | 56     |
| Eslora (m) | 131  | 225   | 275   | 275   | 325   | 345    | 398    |
| Calat (m)  | 9,0  | 11,5  | 12,5  | 13,5  | 14,1  | 14,5   | 16,0   |

Per diferenciar les diferents generacions de vaixells portacontenidors, tenim els subpanamax de primera generació amb capacitat de 500 a 800 TEU i els de segona generació per a 1.000 a 2.500 TEU; els segueix la tercera generació dels Panamax per a 3.000-4.000 TEU. Després apareix la quarta generació dels Post-panamax amb capacitat de 4.000 a 5.000 TEU, i els Super-postpanamax amb capacitat entre 5.000 i 8.000 TEU. Actualment els vaixells Plus superen aquestes capacitats.